# Cécité
 Mise en garde médicale
La cécité est une déficience visuelle totale. Le terme cécité vient du latin classique caecitas « perte de la vue ». La cécité est un handicap qui touche un grand nombre d'êtres humains dans le monde. On qualifie une personne atteinte de cécité de personne aveugle.
Cette absence de la vue peut avoir de multiples causes et conséquences. Par exemple, la vie sociale est compliquée par le handicap ; la santé et le sommeil sont affectés par une perturbation de la production de la mélatonine (hormone du sommeil et du cycle nycthéméral).

## Histoire
Au cours de l'Histoire, l'aveugle a suscité tantôt l'effroi et la perplexité et tantôt l'admiration (comme Béla II de Hongrie, Enrico Dandolo, Jean l'Aveugle ou Jan Žižka).
La prévalence de la cécité au Moyen Âge est probablement proche de celle des pays du tiers-monde actuel soit 1 %, avec, comme principales causes la maladie, l'accident, la mutilation ou le châtiment pénal de l'aveuglement.
Le théâtre ou les fabliaux tournent parfois l'aveugle en dérision. Les aveugles restent vivre dans leurs familles, deviennent mendiants, vivent d’expédients, partent en pèlerinage en quête de guérison ou sont parfois pris en charge par les institutions charitables : maison-Dieu, aumôneries, aveugleries (fondations spécialisées), hospice des Quinze-Vingts fondé vers 1260 par Saint Louis qui manifeste une compassion et une fraternité envers les aveugles.

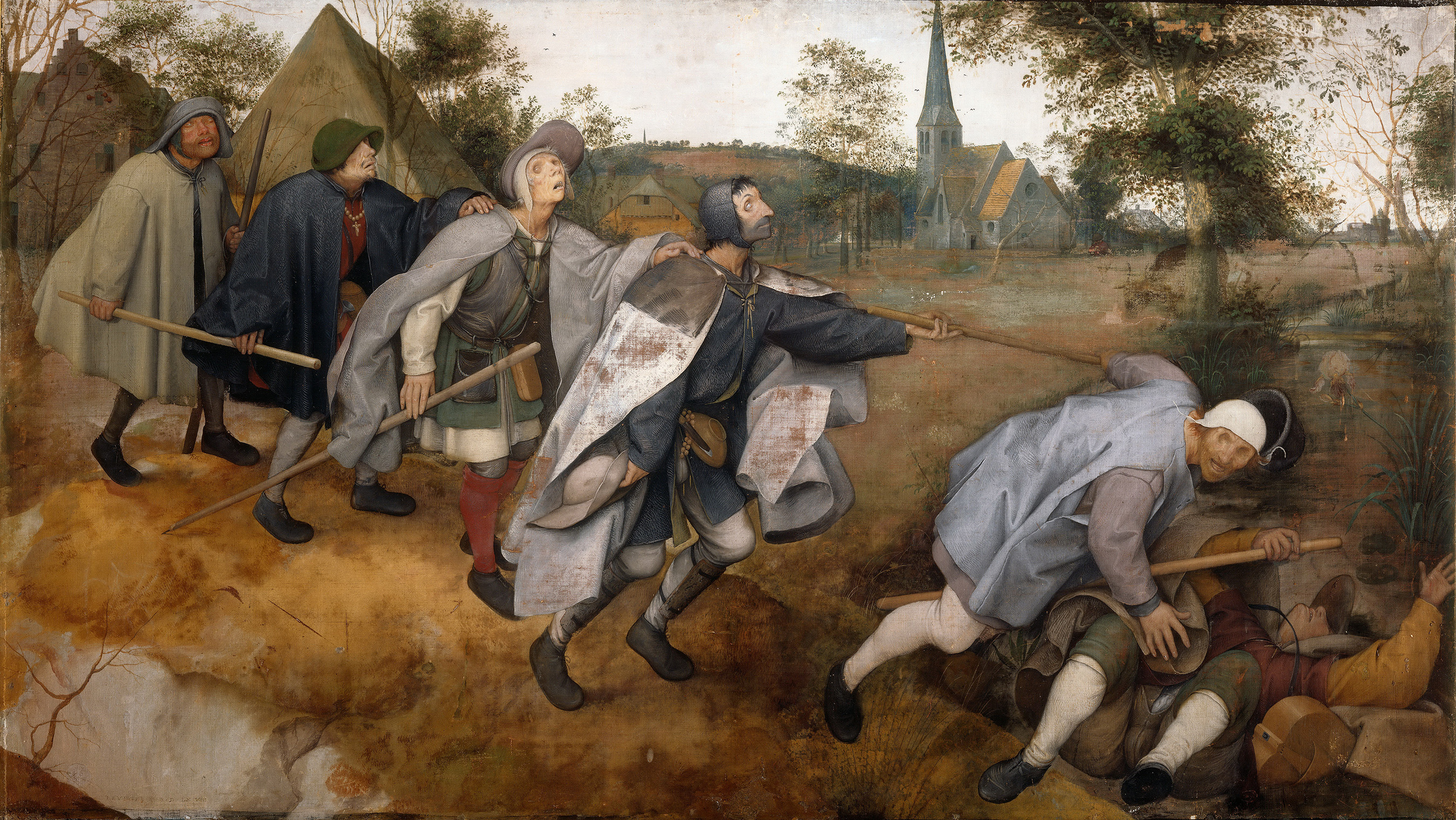
La Parabole des aveugles, illustration d'une parabole biblique par Pieter Brueghel l'Ancien, (1568)

Au XVIIe siècle, l'image de l'aveugle est toujours confondue avec celle du pauvre et de tous les autres exclus dont on se défie et qui sont menacés de « grand renfermement ». Au XVIIIe siècle, une nouvelle technique d'opération de la cataracte (extraction et non plus enfoncement du cristallin par Charles Saint-Yves ou Jacques Daviel) améliore la condition des aveugles atteints de cette maladie de l'œil. C’est la publication par Diderot, le 9 juin 1749, de sa « Lettre sur les aveugles à l'usage de ceux qui voient », ouvrage évoquant notamment le mathématicien aveugle Nicholas Saunderson, qui va changer l’image des aveugles dans la société. La musicienne autrichienne aveugle Maria Theresia von Paradis[réf. nécessaire], lors d'une tournée à Paris, aide Valentin Haüy (« le père et apôtre des aveugles ») à fonder la première école pour aveugles qui ouvre en 1786, l’institution des Enfants Aveugles qui vise à éduquer les aveugles de toute condition sociale. Louis Braille, élève à l'Institution royale des jeunes aveugles, s'inspirant de la sonographie inventée par Barbier de La Serre, met au point en 1825 le système d’écriture tactile à points saillants (nommé ensuite le braille en hommage à son inventeur) qui permet l'accès total à la lecture et l'écriture et ainsi à la citoyenneté.

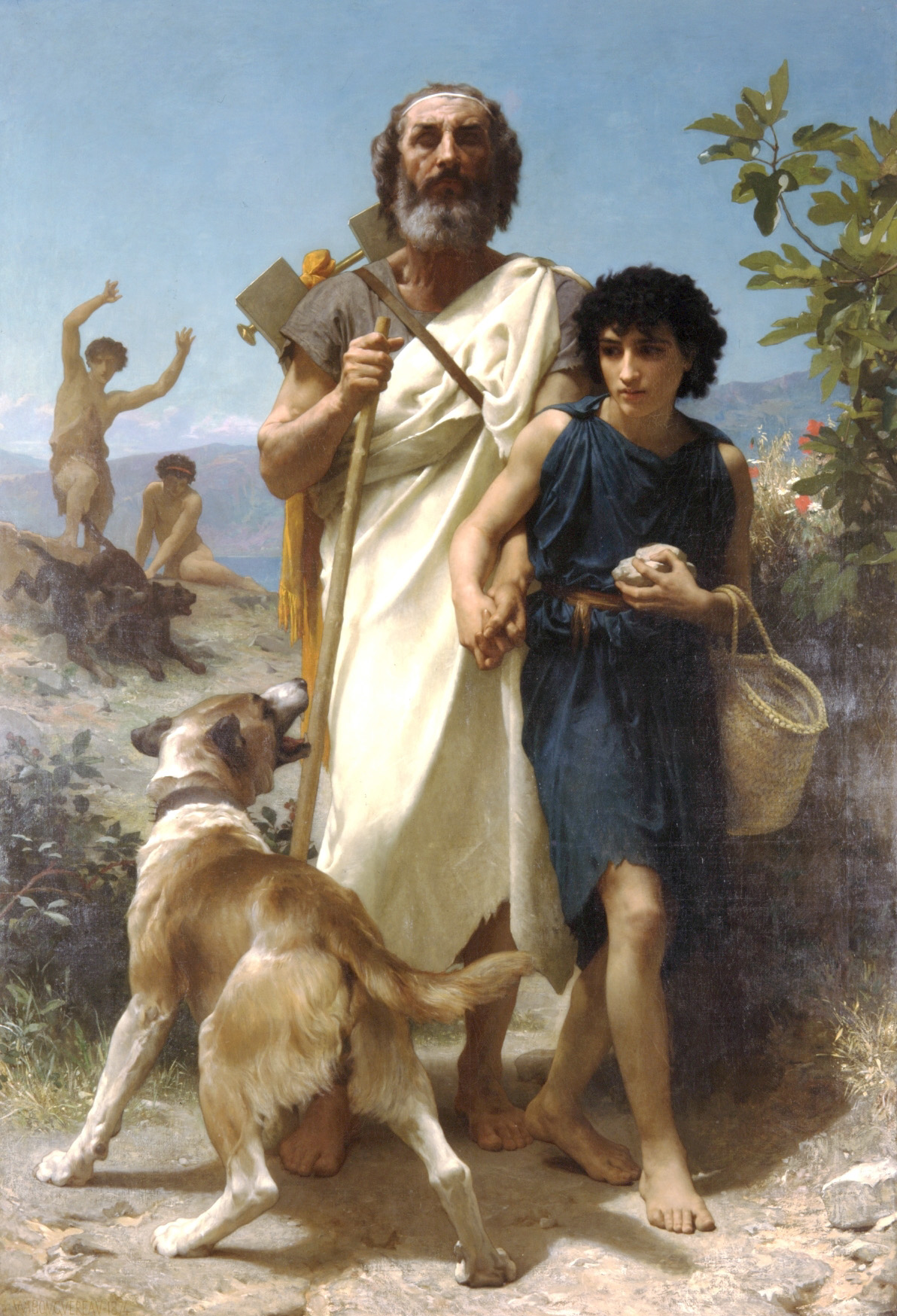
Homère et son guide, par William Bouguereau (1874). La tradition rapporte que le poète Homère était aveugle

## Typologie
L'aveugle est celui qui est privé de ses yeux (ab oculis) ou celui qui est privé de la vue. À ce sens strict de privation totale on fait correspondre une privation partielle.
Ainsi, dans le sens réglementaire français, la cécité commence dès que l'acuité est inférieure à 1/20. Il peut donc s'agir de sujets aveugles au sens strict (sujets n'ayant aucune perception visuelle) que de sujets ne pouvant être considérés ni comme des aveugles, car ils ont une acuité chiffrable et un certain potentiel visuel, ni comme des malvoyants, car cette acuité est inférieure à 1/20.
De même, une personne est considérée comme malvoyante si elle a en dessous de 3/10 d'acuité visuelle du meilleur œil après correction. Ce seuil varie selon les pays et les provinces. Au Québec par exemple, on considère qu'une personne ayant une acuité visuelle inférieure à 6/21 est atteinte d'une déficience visuelle.
L'acuité visuelle n'est pas le seul critère. Un champ visuel restreint peut aussi rendre malvoyant.
Certains utilisent parfois l’expression « non voyant » en lieu et place du mot aveugle. Cet usage est contesté, notamment par les principales associations de déficients visuels (qui ont pour la plupart le mot « aveugle » dans leur dénomination) ; elles considèrent en effet que cela relève de l'hypocrisie ou du « politiquement correct ».

## Usage du terme

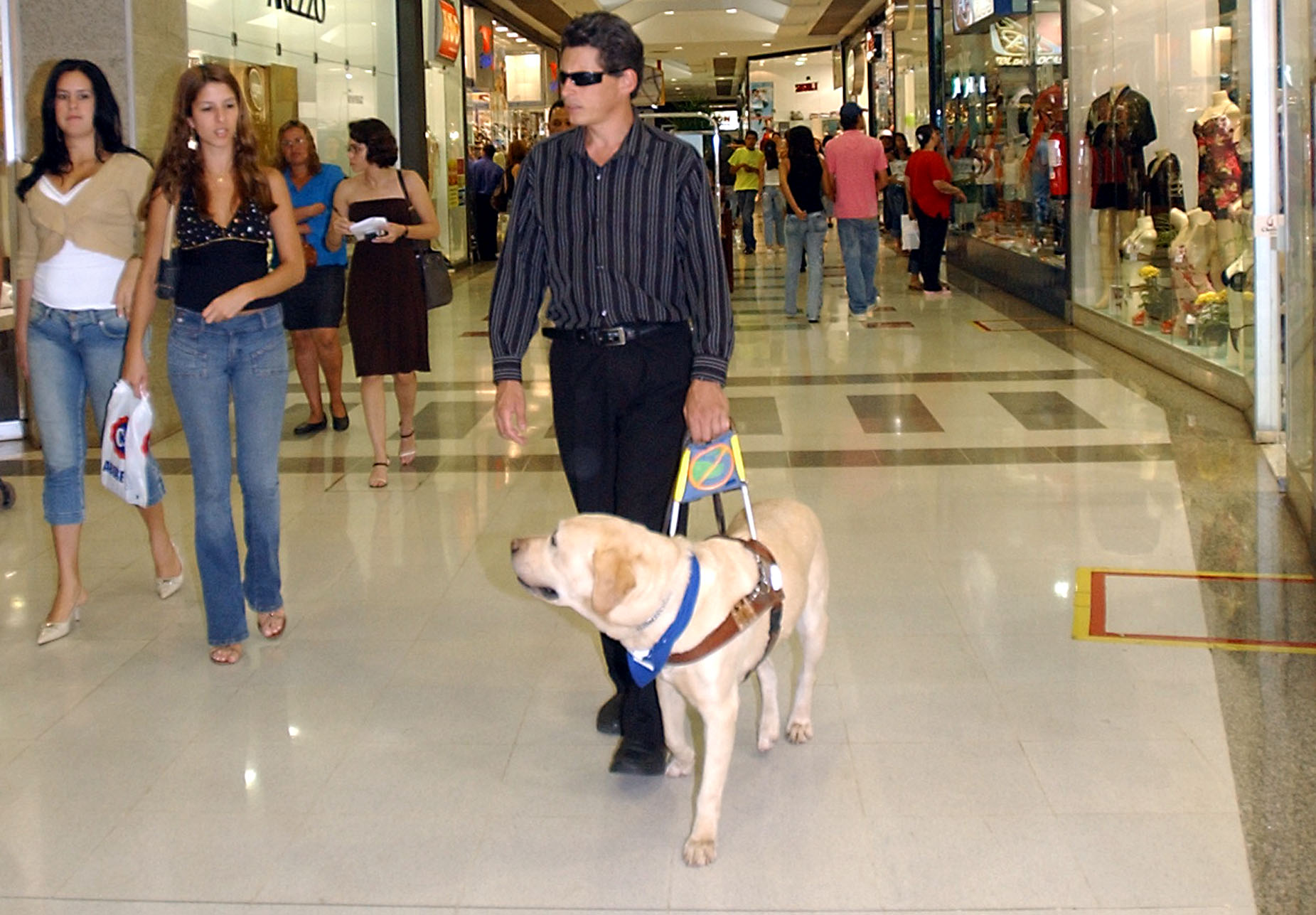
Un aveugle, aidé par son chien.

Le terme de cécité est aussi employé pour désigner la condition neurologique qui résulte d'une destruction partielle ou totale des aires visuelles du cerveau. Suivant le site de la lésion, le patient peut perdre certaines facultés visuelles.
La cécité corticale totale résulte d'une destruction du cortex visuel bilatéral. Les personnes atteintes de cette forme de cécité sont parfois sujettes au phénomène de vision aveugle (blindsight), qui se traduit par une incapacité totale pour le patient à percevoir les informations visuelles qui lui parviennent alors que tout le système visuel périphérique est en parfait état de fonctionnement. Une exploration fonctionnelle plus fine montre alors que certaines facultés de vision peuvent être préservées sans que le patient lui-même en ait conscience. Par exemple, le patient peut ajuster sa main pour attraper un objet alors même qu'il rapporte lui-même ne rien percevoir.
Une cécité partielle peut être le résultat d'une destruction plus restreinte des territoires visuels. Le patient souffre alors d'un scotome, il est incapable de percevoir les informations visuelles en provenance de cette région de l'espace car la zone qui traitait cette région a été détruite.
On utilise aussi le terme cécité dans l'expression cécité verbale qui est un déficit sélectif dans la lecture des mots résultant le plus souvent d'une atteinte des régions occipito-temporales gauches. Bien que sa vision soit parfaite par ailleurs, le patient est incapable de lire. Dans le cas d'une cécité verbale dite pure, le patient reste capable de lire les lettres mais plus les mots tout en restant capable d'écrire. On parle alors aussi d'agnosie d'alexie verbale ou d'alexie sans agraphie.

### Culture

La cécité ne peut pas être la réponse aux inégalités !

Le fait de ne pas voir, comme par cécité, est une métaphore d'une attitude d'indifférence, voire de négation, d'éléments pourtant manifestes ou répandus, dans le domaine personnel comme en matière collective. La cécité permet ainsi de caricaturer ou dramatiser des opinions, souvent d'ordre politique.

## Causes les plus courantes

### Maladies
Dans les pays en développement où la nourriture manque et où les conditions d'hygiène sont déplorables, la cécité est la conséquence de certaines maladies infectieuses comme le trachome, la cécité des rivières ou onchocercose. Par contre, dans les pays industrialisés, les deux plus grandes causes de cécité sont la cataracte et le glaucome. La cataracte est une maladie de la vieillesse caractérisée par une modification du cristallin (celui-ci s'opacifie et blanchit). Presque la moitié des cécités seraient dues à une cataracte non soignée. Le glaucome est une dégénérescence du nerf optique consécutive à une augmentation de pression intérieure de l'œil. Mais il existe des glaucomes à tension normale et même à basse pression intraoculaire.

### Hérédité
Des anomalies telles que le rétinoblastome ou cancer de la rétine affectent les jeunes enfants avant l'âge de trois ans et ont une composante héréditaire. C'est le cas également de la microphtalmie postérieure, responsable de glaucome.

### Accident
Les accidents autres que ceux liés à des maladies oculaires sont une cause assez rare de cécité. Les produits chimiques corrosifs, les explosions et les blessures par armes blanches ou à feu peuvent entraîner une cécité totale.
L'un des plus grands dangers pour les yeux est le rayonnement ultraviolet (UV) du soleil. Les rayons UV peuvent causer des dommages à la rétine et au cristallin, ce qui peut entraîner une cataracte précoce.

### Malnutrition
La malnutrition est un facteur important de cécité dans les pays en développement. La carence en vitamine A provoque une cécité nocturne et une augmentation de la mortalité infantile due aux infections respiratoires et intestinales. Cette carence affecte principalement les enfants âgés de 6 mois à 5 ans, mais elle touche aussi les femmes enceintes ou allaitantes. Environ 250 000 à 500 000 enfants deviennent aveugles chaque année par manque de vitamine A, dont la moitié meurt dans l'année qui suit leur cécité.

## Handicap

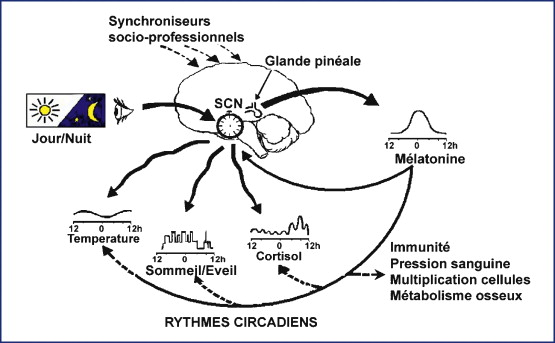
Schéma illustrant le rôle du cycle jour/nuit sur différents rythmes circadiens de l'organisme.

Le rythme circadien peut être profondément modifié en raison de la non-perception par l’œil (et par la glande pinéale qui lui est liée) du cycle jour-nuit, ce qui conduit un allongement du rythme de veille/sommeil avec alors des troubles du sommeil qui peuvent être régulés par la prise de mélatonine quelques heures avant le coucher,.

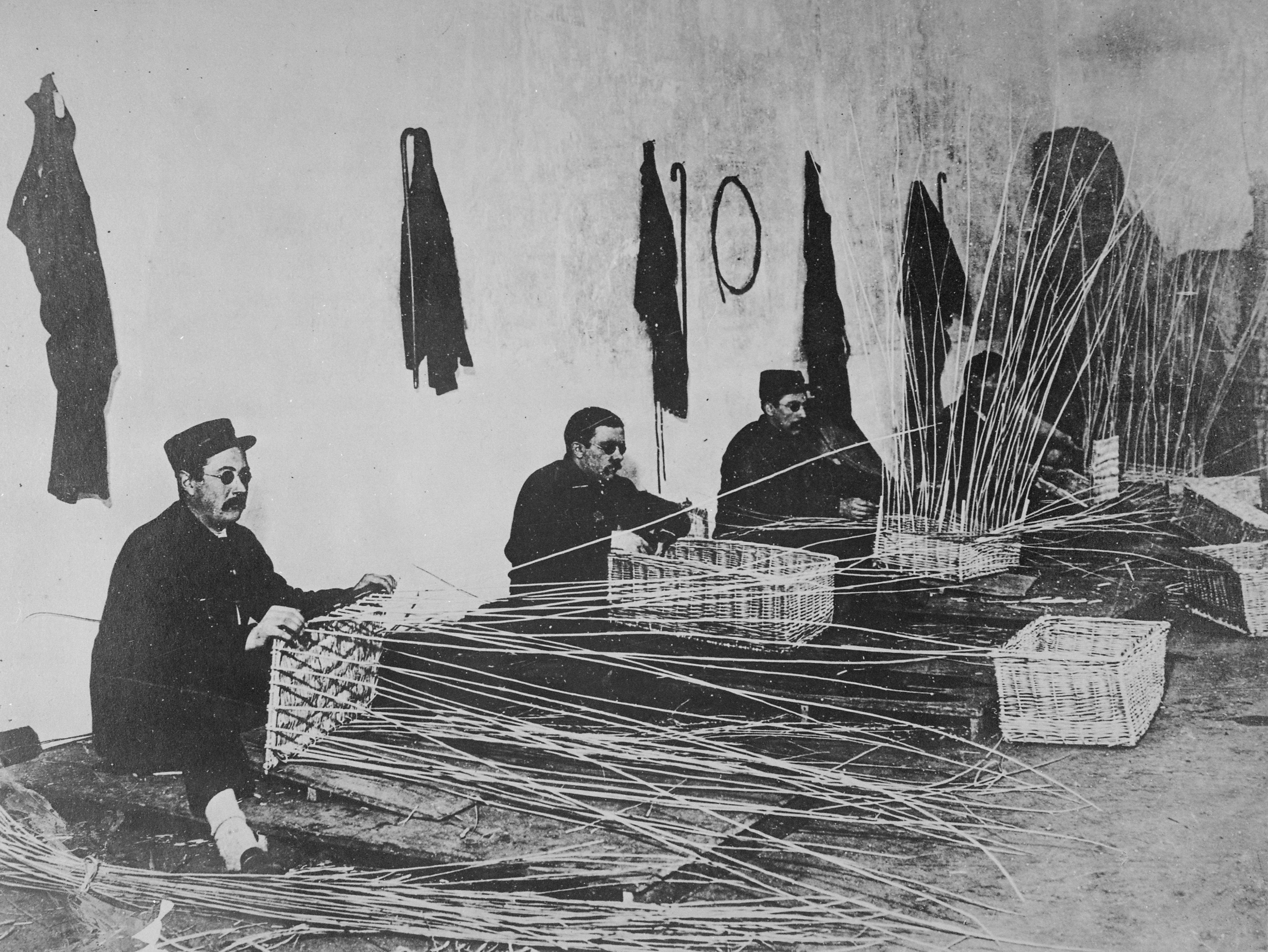
Trois anciens poilus français apprennent à tresser des paniers après la Première Guerre Mondiale

L'absence de perception lumineuse chez les personnes atteintes de cécité induit des troubles du rythme biologique. En effet, les rythmes circadiens du comportement et des fonctions biologiques sont gérés par une horloge biologique interne située dans les noyaux suprachiasmatiques (NSC) de l’hypothalamus. Ces rythmes sont synchronisés avec des facteurs environnementaux, comme le cycle lumière-obscurité, qui envoient des signaux aux NSC. Ainsi, l’absence de ce stimulus induit des rythmes en libre cours, c’est-à-dire désynchronisés avec les signaux environnementaux. Ces derniers résultent en un retard de phase dans l’horloge biologique, soit un cycle d’un peu plus de 24 h. Par conséquent, certains non-voyants se retrouvent avec ce type de rythme au niveau de l'homéostasie des systèmes, qui comprend les sécrétions hormonales (cortisol, mélatonine, etc.), de la température corporelle et particulièrement du sommeil et de l’éveil. Cette désynchronisation est appelée « syndrome hypernycthéméral » et est souvent retrouvé chez les personnes atteintes de cécité. Ce pour quoi il peut être fréquent chez ces personnes d’avoir des troubles du sommeil comme des éveils nocturnes, de l’insomnie, une qualité de sommeil médiocre et de la somnolence diurne.

### Mécanismes

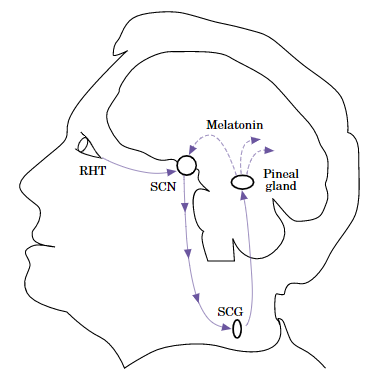
Schéma illustrant le trajet de la lumière arrivant sur la rétine jusqu'à la glande pinéale.

Les principaux composants du système circadien sont le tractus rétinohypothalamique (TRH), les noyaux suprachiasmatiques (NSC), le ganglion cervical supérieur et la glande pinéale. Chez les personnes voyantes, les informations externes, telles que la lumière, passent d’abord par le TRH qui transmet l’information aux NSC. Le rythme est établi dans ces noyaux et est transféré via la moelle épinière vers le ganglion cervical supérieur. D’autres voies nerveuses liées au ganglion retournent ensuite l’information à la glande pinéale qui va sécréter la mélatonine. Une lésion au niveau des yeux ou du TRH bloque l’apport des informations externes, ce qui cause un rythme circadien en libre cours dont la période est différente de 24 h.
Les troubles du sommeil chez les personnes aveugles sont la conséquence d’un rythme en libre cours, notamment celui de la mélatonine, qui joue un grand rôle dans la rythmicité circadienne. En effet, la mélatonine est sécrétée deux heures avant le début du sommeil chez une personne voyante et pendant la nuit, elle atteint un pic à 3 heures du matin. Ce rythme endogène est généré par les noyaux suprachiasmatiques de l'hypothalamus et est entraîné par l’alternance jour-nuit. La mélatonine joue aussi le rôle de synchroniseur endogène chez l'Homme. L'effet sur le rythme de la température corporelle appuie ce rôle, car le pic de la sécrétion de mélatonine est en relation étroite avec le minimum de température. Par exemple, chez les longs dormeurs on observe un allongement de la durée de sécrétion de mélatonine qui est corrélé avec une baisse de température nocturne plus longue. De plus, cette baisse nocturne de température facilite l’installation du sommeil.
Dans les noyaux suprachiasmatiques, la mélatonine provoque une diminution de l'activité neuronale selon le temps. Il existe deux récepteurs qui sont fortement sensibles au crépuscule, au début de la nuit et à l'aube : les récepteurs MT1 et MT2. Le premier engendre des changements de phase et le deuxième une diminution du taux de déclenchement des neurones. La propension du sommeil est donc causée par l’interaction entre la mélatonine ces composantes dans les NSC.
On observe des troubles du rythme circadien et du sommeil chez environ 80 % des non-voyants, mais il existe des différences chez les individus selon leur perception de la lumière. En effet, chez certains non-voyants, le rythme est maintenu, soit parce qu’il existe encore une perception de la lumière, notamment la persistance des photorécepteurs à mélanopsine des cellules ganglionnaires de la rétine, soit grâce aux Zeitgebers secondaires comme l'heure des repas ou les activités sociales routinières.

### Conséquences
Les conséquences du rythme de mélatonine en libre cours sont nombreuses. On retrouve des troubles du sommeil comme des éveils nocturnes, des insomnies et des somnolences diurnes qui induisent une qualité du sommeil médiocre. On observe également une grande variation dans la qualité du sommeil sur une période de 30 jours, c’est-à-dire des nuits de très bonnes qualités suivies de très mauvaises nuits. Les cycles de sommeil désynchronisés sont également des facteurs d'isolement des personnes non-voyantes, car elles n’ont pas le même rythme que la majorité de la population, entraînant des difficultés de sociabilisation et donc de l'exclusion. Par conséquent, ils peuvent souffrir d'inquiétude et de dépression, en plus de différents symptômes liés à une forte médication, des troubles respiratoires liés au sommeil ainsi que des douleurs physiques. Néanmoins, il existe tout de même divers degrés à ces souffrances selon les personnes. Pour quelques-uns, les problèmes de sommeil liés au mauvais fonctionnement du rythme circadien se comparent à un décalage horaire sévère et prolongé. Pour d'autres, ces problèmes sont minimes, même si leur horloge est en libre cours. Certains non-voyants ne font qu'abandonner et suivent uniquement le rythme désynchronisé que leur corps indique. Ils ne se forcent donc pas à dormir le soir, ce qui leur permet d'avoir moins de problèmes de sommeil. Par contre, leur vie sociale et leurs occupations quotidiennes en sont gravement affectées. Les enfants aveugles peuvent également éprouver ces symptômes, particulièrement de la somnolence diurne, ce qui affecte leur apprentissage scolaire. D'autre part, certains présentent une hyperactivité le jour dans le but de dormir le soir. Avec le temps et de l'entraînement, il peut être possible pour eux de développer un horaire de sommeil plus stable, malgré leur rythme biologique décalé.
La plupart des personnes atteintes de la cécité développent, de manière compensatoire, leurs autres sens comme celui du toucher par exemple. Le toucher va alors servir pour l'apprentissage et la maîtrise de l'alphabet Braille. Cet alphabet permet à ces personnes de déchiffrer les lettres, les chiffres… grâce à l'assemblage de points en relief. L'écholocalisation est aussi utilisée par des aveugles grâce au « clic palatal », claquement de la langue contre le palais qui produit des sons dont l'écho peut être localisé à 3° près. Il existe aussi d'autres sortes d'aide mises en place pour les personnes aveugles. La plus souvent utilisée est la canne blanche.

### Traitements

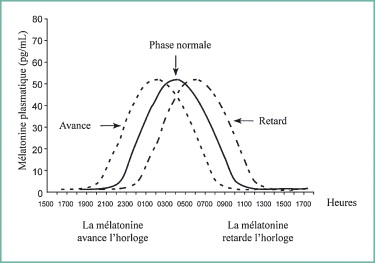
Graphique représentant la concentration de mélatonine plasmatique selon l'heure.

Le syndrome hypernycthéméral ne peut se régler par des signaux externes, mais leur cycle peut être entraîné pour retrouver une période de 24 h par l'utilisation de chronobiotiques comme la mélatonine ou les psychotropes. Les chronobiotiques sont des molécules, ou des agents de resynchronisation, qui agissent sur le tractus rétinohypothalamique pour modifier le rythme circadien en l'avançant ou en le retardant, tout dépend de la molécule utilisée. Ils peuvent aussi agir de façon indirecte sur des molécules comme des hormones ou neurotransmetteurs. Les troubles du sommeil chez les personnes aveugles peuvent donc être traités par une prise de mélatonine exogène. En effet, les rythmes circadiens libres peuvent être entraînés à un cycle de 24 h grâce à une prise quotidienne de mélatonine. Par ailleurs, il a été prouvé que chez certains patients, même avec une baisse de la dose prise quotidiennement, les effets positifs à long terme persistaient.

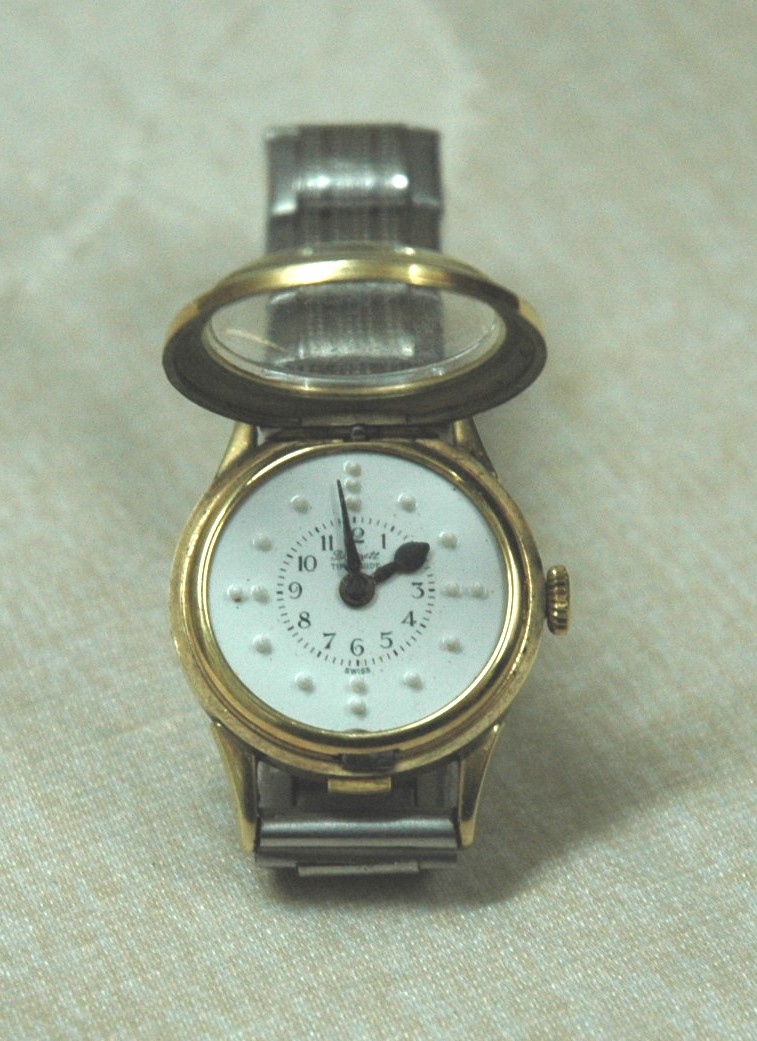
Montre braille

L'ingestion de mélatonine chez les personnes non-voyantes atteintes de problèmes de sommeil permettrait de réduire le « temps de latence à l'endormissement ». En revanche, cela dépend du moment où la molécule a été administrée. Effectivement, si elle est prise le matin, elle retarde le rythme biologique tandis que si elle est prise dans la soirée, elle avance le cycle. En pratique, la mélatonine est très efficace si elle est prise cinq à sept heures avant le début du sommeil qui se retrouve à être avancé. Néanmoins, les effets de l'utilisation chronique de mélatonine exogène sont mal connus notamment chez les adolescents et à long terme on ignore quels seront les effets secondaires potentiels.
L'utilisation de médicaments habituels pour traiter les troubles du sommeil, comme les benzodiazépines (somnifères), peuvent également être envisagés pour traiter les insomnies, mais doivent être limitées sur la durée du fait du risque d’accoutumance.
Enfin, pour les personnes non-voyantes capables de percevoir la lumière même de façon inconsciente, les traitements par luminothérapies peuvent être envisagés.